# Hans Schrems

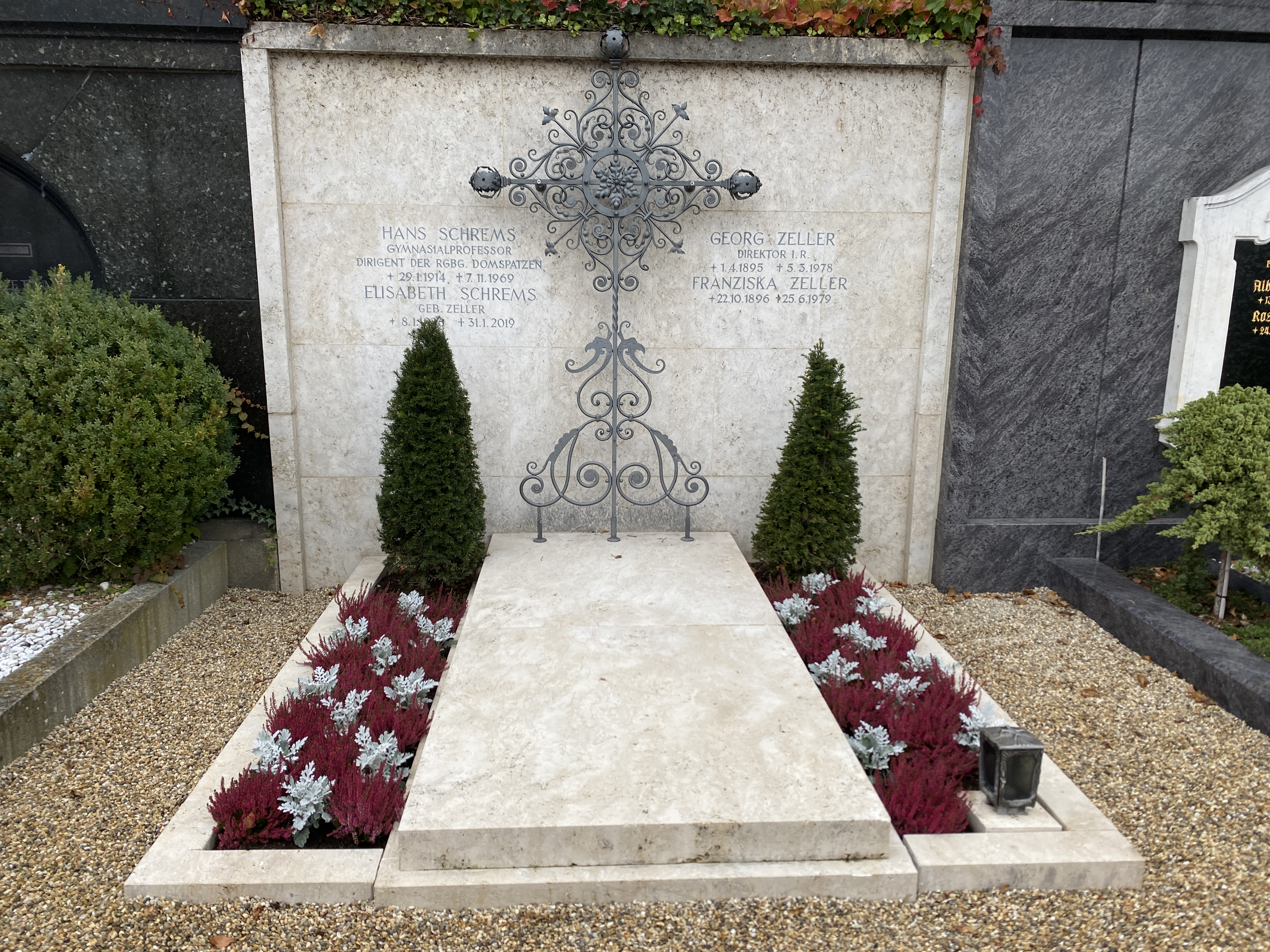
Grab von Hans Schrems

Hans Schrems (* 29. Januar 1914 in Mitterteich, Bayern; † 7. November 1969 in Regensburg) war ein deutscher Gymnasialprofessor und Kirchenmusiker.
Hans Schrems wurde in Mitterteich geboren und besuchte das Internat der Regensburger Domspatzen in der Orleansstraße.  
Unter den Domkapellmeistern Theobald Schrems – seinem Onkel – und Georg Ratzinger leitete er einen der zwei Domspatzen-Chöre. Während diese den liturgischen Chor führten,  betreute Hans Schrems den sogenannten Lassochor und war zuständig für die konzertanten Aufgaben.
Am Musikgymnasium der Regensburger Domspatzen wirkte Hans Schrems als Stimmpädagoge und Solistenrepetitor sowie als Chorerzieher und Dirigent. Er leitete eine Vielzahl von Rundfunk-, Fernseh- und Schallplattenaufnahmen mit diversen Chören der „Domspatzen“.
Am 7. November 1969 ertrank Hans Schrems in der Donau nach einem Sturz von der Nibelungenbrücke. Er hinterließ seine Ehefrau, Elisabeth Schrems und die beiden Söhne, Hannes und Wolfgang Schrems. Sein Grab befindet sich auf dem Unteren Katholischen Friedhof in Regensburg.